# John McNally
John Victor McNally, detto Blood (New Richmond, 27 novembre 1903 – 28 novembre 1985), è stato un giocatore di football americano e allenatore di football americano statunitense che è stato inserito nella Pro Football Hall of Fame nel 1963.

## Carriera professionistica
Nel 1922, mentre stava lavorando per un giornale di Minneapolis e rispondendo ancora al nome di John McNally, lui e un amico, Ralph Hanson, udirono la notizia che avrebbero potuto giocare football per la squadra semi-professionistica locale per guadagnare qualche soldo extra. Essi decisero di giocare sotto falso nome per proteggere lo status di sportivo amatoriale di McNally nel caso l'Università di Notre Dame che in precedenza l'aveva cacciato si fosse decisa a riprenderlo. I due si recarono al campo di allenamento con la motocicletta di McNally. "Lungo la strada" disse McNally "superammo un cinema sulla Hennepin Avenue e sul manifesto vidi il film che stavano proiettando, Blood and Sand, con Rodolfo Valentino. Ralph era dietro di me sulla moto, io mi girai e gridai "Ecco. Io sarò Blood e tu sarai Sand." McNally riuscì ad entrare nella squadra qualche anno prima di scrivere la storia del football con i Green Bay Packers e altre cinque squadre della NFL.
A partire dal 1925, McNally fece parte di quattro franchigie professionistiche: Milwaukee Badgers (1925–26), Duluth Eskimos (1926–27), Pottsville Maroons (1928), Green Bay Packers (1929–33), Pittsburgh Pirates (1934), di nuovo Packers (1935–36), e di nuovo Pirates come allenatore-giocatore (1937–39).
McNally giocò nella National Football League per 14 stagioni e si rese famoso per la sua velocità, agilità e la sua abilità come ricevitore di passaggi. Coi Milwaukee Badgers divenne famoso come "l'halfback vagabondo" per il suo carattere fuori dagli schemi e la sua spontaneità. Nel 1926 e 1927 ai Duluth Eskimos giocò con un altro Hall Of Famer, Ernie Nevers e nel 1928 passò Pottsville Maroons con un altro futuro membro della Hall of Fame come Walt Kiesling.
Il 25 novembre 1928, i Pottsville Maroons fece visita ai Green Bay Packers al Minersville Park guidando attraverso una tempesta di neve. Sul 26-0 per i Packers, McNally segnò gli ultimi due touchdown della partita, il secondo dopo una corsa da 65 yard a seguito di un intercetto. Anche se nessuno dei presenti al Minersville Park poteva saperlo, quel touchdown sarebbe stato l'unico che Pottsville avrebbe segnato nella NFL.
Dopo la scomparsa dei Maroons, Johnny passò proprio ai Green Bay Packers. Quando l'allenatore Curly Lambeau negoziò il contratto di McNally per giocare con la squadra gli offrì 110 dollari la settimana se non avesse bevuto dopo il mercoledì e 100 dollari se lo avesse fatto. McNally presumibilmente accettò i 100 dollari. Nei periodi 1929-1933, 1935–1936 egli contribuì alla vittoria di quattro campionati per i Packers, tre consecutivi dal 1929 al 1931 e l'ultimo nel 1936.
Nel 1937, McNally si spostò ai Pittsburgh Steelers (allora chiamati Pirates), con cui, nella prima azione con la nuova maglia, ritornò un kickoff per 92 yard in touchdown. La sua carriera nella NFL terminò nel 1939 come capo-allenatore dei Pirates. Per un giorno nel 1941, McNally si prese un giorno di pausa dal suo lavoro di allenatore dei Kenosha Cardinals di una lega minore di football per giocare una partita con i Buffalo Tigers della terza incarnazione della American Football League.

## Palmarès
- (4) Campionati NFL (1929, 1930, 1931, 1936)
- (4) All-Pro (1928, 1929, 1930, 1931)
- Leader della NFL in touchdown su ricezione (1933)
- Formazione ideale della NFL degli anni 1930
- Pro Football Hall of Fame

## Statistiche
| Partite totali         | 136 |
| Touchdown su ricezione | 36  |
| Touchdown su corsa     | 5   |